# Ambassade de France à la cour de Trèves
 (janvier 2025).
L'ambassade de France à la cour de Trèves était la représentation diplomatique de la France auprès de l'Électorat de Trèves, principauté ecclésiastique du Saint-Empire romain germanique, dont le siège est à Trèves puis à Coblence où à partir du XVIIe siècle l'archevêque-électeur fixe sa résidence. Second dans l'ordre protocolaire de l'élection impériale, l'électeur de Trèves joue un rôle crucial dans l'Allemagne rhénane marquée par l'influence française aux XVIIe siècle et XVIIIe siècle. Les représentants français y manifestent des efforts pour y influencer les affaires germaniques, contrer les Habsbourg et soutenir les intérêts commerciaux français sur le Rhin. À partir de 1789, Coblence devient le bastion des émigrés français, dont le comte d’Artois, ce qui complique les relations avec la cour de Trèves. Avec les accords de Lunéville (1801) qui intègre une partie de ce territoire à la France, l’ambassade est dissoute.

## Liste des représentants français auprès du prince électeur de Trèves
| De   | À | Ambassadeur                                                   |
| ---- | - | ------------------------------------------------------------- |
| 1741 |   | Allard Albert Imbert de la Basecque Ministre plénipotentiaire |
| 1744 |   | Renaud Résident                                               |
| 1745 |   | Dufour Chargé d'affaires                                      |
| 1750 |   | Vergennes Ministre résident                                   |
| 1745 |   | Koch Chargé d'affaires                                        |
| 1756 |   | Charles-Louis de Maret d'Aigremont Ministre plénipotentiaire  |
| 1775 |   | Montmorin Ministre plénipotentiaire                           |
| 1778 |   | Moustier Ministre plénipotentiaire                            |
| 1787 |   | Constantin Gravier de Vergennes Ministre plénipotentiaire     |
| 1791 |   | Bigot de Sainte-Croix Ministre plénipotentiaire               |